# Wierzejewski (herb szlachecki)
Wierzejewski (Rola odmienna II, Rolicz) – polski herb szlachecki, odmiana herbu Rola z nobilitacji.

## Opis herbu
W polu czerwonym trzy kroje w rosochę srebrne z takąż różą pośrodku.
Klejnot: nad hełmem, bez korony, róża czerwona między dwoma krojami.
Labry czerwone, podbite srebrem.

## Najwcześniejsze wzmianki
Nadany Piotrowi Wawrzyńcowi Wierzejeskiemu 20 sierpnia 1558. Herb jest wynikiem adopcji do herbu Rola przez Rafała Wiergawskiego, prepozyta krakowskiego, włocławskiego i sandomierskiego kustosza, sekretarza i pisarza skarbu królewskiego.

## Herbowni
Wierzejeski - Wierzejewski.